# Толмачёв, Олег Николаевич
Оле́г Никола́евич Толмачёв (латыш. Oļegs Tolmačovs; род. 27 ноября 1955 года, Резекненский район, Латвийская ССР, СССР) — латвийский политик, депутат Сейма Латвии 7-го созыва (1998—2002), председатель Даугавпилсского отделения Русской общины Латвии, заместитель председателя Даугавпилсской гор. думы в 2005—2009 годах.

## Биография
1978 г. — окончил Рижский политехнический институт по специальности инженера-строителя.
1978—1980 г. — отделение военного строительства — управляющий.
1980—1995 г. — работа в Даугавпилсском управлении стройтреста № 2.
1995—1998 г. — технический директор фирмы «Latest-Sigma».
1998—2002 гг. — Депутат Седьмого Сейма от Латгальского округа (избран по списку ЗаПЧЕЛ как представитель «Равноправия»).
С 2002 г. — общественная организация «Vienības centrs» — старший проектировщик.
С 2005 г. по 2009 г. — депутат Даугавпилсской думы от ЗаПЧЕЛ, заместитель председателя Даугавпилсской городской думы.
2008 — суды двух инстанций, рассмотрев дело о распространении несоответствующих истине высказываний, затрагивающих честь и достоинство Толмачева, решили взыскать в его пользу 2340 латов с журналиста Р. Самарина; Самарин обещал обжаловать решение.

## Настоящее
По итогам муниципальных выборов 6 июня 2009 года список ЗаПЧЕЛ (и Толмачёв в нём) не проходят в Думу, нет 5 %(официальные данные 2,20 %) В ноябре избран старшим по дому, в котором проживает 18 января 2010 года назначен заместителем директора Трамвайного предприятия приказом О. Широкой. (см. Даугавпилсский трамвай)